# زولتان مچلوویتس
زولتان مچلوویتس (انگلیسی: Zoltán Mechlovits؛ ۱۸۹۱ – ۱۹۵۱) یک بازیکن تنیس روی میز اهل مجارستان بود. 
وی در مسابقات کشوری و بین‌المللی در مجموع برنده ۶ مدال طلا، ۲ مدال نقره، ۳ مدال برنز شده‌است.